# تاکهیکو کاناگوکی
تاکهیکو کاناگوکی (انگلیسی: Takehiko Kanagoki; ۱۷ ژوئن ۱۹۱۴ – ۱۹ فوریهٔ ۱۹۹۲) بازیکن بسکتبال اهل ژاپن بود.